# Pareudiplogaster pararmata
Pareudiplogaster pararmata är en rundmaskart. Pareudiplogaster pararmata ingår i släktet Pareudiplogaster, och familjen Diplogasteridae. Arten är reproducerande i Sverige.